# Edgar Tinel
Edgar Pierre Joseph Tinel (Sinaai (Flandes Oriental), 27 de març, 1854 - Brussel·les, 28 d'octubre, 1912), va ser un compositor i pianista belga.
Edgar Tinel, després d'estudis al Conservatori de Brussel·les amb Louis Brassin (piano) i François-Auguste Gevaert (composició), va començar una carrera de virtuós, però aviat la va abandonar per a la composició. El 1877 la seva cantata Klokke Roeland li va fer guanyar el Prix de Rome de Roma de Bèlgica, i el 1881 va succeir a Jacques-Nicolas Lemmens com a director de l'Institut de Música Religiosa de Mechelen.
Es va dedicar a l'estudi de la música eclesiàstica antiga i les seves idees van donar lloc al Motu proprio del papa Pius X. Nomenat inspector d'educació musical el 1889, es va traslladar al Conservatori de Brussel·les per convertir-se en professor de contrapunt i fuga el 1896, i director a finals de 1908. Va ser nomenat mestre de capella del rei el 1910, després d'haver estat elegit diputat belga a la Reial Acadèmia el 1902.
La seva música litúrgica és polifònica a l'estil palestrina, però aquesta tècnica entrava en conflicte amb el temperament líric i místic de Tinel, i va tenir molt més èxit en els seus dos concerts del Te Deum, l'oratori i els drames religiosos. Aquestes obres indiquen la seva total admiració per Bach, però l'orquestració, dominada per les cordes, és romàntica. Les peces i cançons per a piano de Tinel recorden a Schumann, Mendelssohn i Brahms. Publicà Le chant gregorien (Malines, 1890).

## Treball
Òperes

- Godelieve, Op. 43
- Katharina, Op. 44

Coral

- Klokke Roeland, Op. 17, cantata
- Kollebloemen, Op. 20, cantata, 1879, rev. 1889–90
- Vlaamsche stemme, Op. 25, 4 masculí vv
- Te Deum, Op. 26, 4vv org, 1883
- Psalm vi, Op. 27, 4 masculí vv 1891
- 4 Adventsliederen, Op. 35, SATB
- Franciscus, Op. 36, oratori, 1890, llibret de Lodewijk de Koninck
- Aurora, Op. 37, 4 masculí vv (1885)
- Psalm xxix, Op. 39, 4 masculí vv
- Missa in honorem BMV de Lourdes, Op. 41, 5 vv 1892
- Cantique nuptial, Op. 45, S/T, org, pf/harp
- Te Deum, Op. 46, 6vv, org, orch, 1905
- Psalm cl, Op. 47, 4 masculí vv, 1907

Música de teclat

- Four Nocturnes (veu i piano), Op.1
- Three Fantasy Pieces, Op. 2
- Scherzo in C minor, Op. 3
- Two Pieces, Op.7
- Piano Sonata in F minor, Op. 9
- Au Printemps, Five Fantasy Pieces, Op. 14
- Piano Sonata in G minor, Op. 15
- Organ Sonata in G minor, Op. 29
- Bunte Blätter, six pieces for piano, Op. 32[1]

Música orquestral, cançons
- Principals editors: Breitkopf & Härtel, Schott (Brussel·les)
- Kollebloemen (poema líric)
- Drie ridders ('Tres cavallers', balada)
- Música incidental a Polyeucte de Pierre Corneille (1878–1881)

Tinel també va escriure un tractat sobre la cançó senzilla.

## Honors
- 1900: Oficial de l'Orde de Leopold.[2]